# André Cluysenaar
André Edmond Alfred Cluysenaar (Sint-Gillis, 31 mei 1872 – Ukkel, 17 april 1939) was een Belgisch kunstschilder. Hij verwierf vooral naam als schilder van vrouwenfiguren en portretten.

## Leven en werk
André Cluysenaar stamde uit een oude architectenfamilie, oorspronkelijk afkomstig uit Nederland en nog verder terug uit de omgeving van Aken, toen de familienaam nog Klausener werd geschreven. Zijn grootvader was de in Kampen geboren en later naar Brussel getrokken architect Jean-Pierre Cluysenaar (1811-1880) en zijn vader was de kunstschilder Alfred Cluysenaar (1837-1902). André was zelf de vader van beeldhouwer-schilder John Cluysenaar (1899-1986). Hij was gehuwd met de Schotse Alice Gordon, die een bloedverwante was van Lord Byron.
André Cluysenaar kreeg les van zijn vader en later van François-Joseph Navez. Hij begon zijn artistieke carrière als beeldhouwer, maar wijdde zich vanaf 1902 volledig aan de schilderkunst. Aanvankelijk werkte hij in de romantische traditie van zijn vader en maakte vooral genrewerken en stillevens. Vrij snel daarna schakelde hij echter over op een lichtere, impressionistische stijl en schilderde voornamelijk vrouwenfiguren, vaak ook (half-)naakten. Ook voorzag hij het Stadhuis van Sint-Gillis van monumentale plafondschilderingen.
Tijdens de Eerste Wereldoorlog week Cluysenaar uit naar Londen, waar hij naam maakte als portretschilder van prominente personen, waaronder leden van de 'Royal Family'. Daarbij schakelde hij over naar een daar commercieel meer gangbare academische stijl, met Alfred Stevens als zijn grote voorbeeld. Zijn portretten van Arthur Balfour, Herbert Henry Asquith en Robert Chalmers zijn te zien in de Londense National Gallery.
Cluysenaar overleed in 1939, 66 jaar oud.

## Galerij

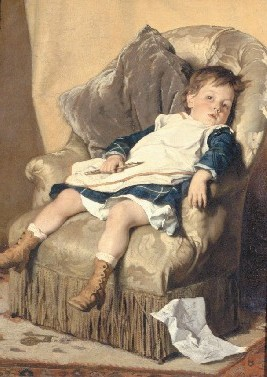
André Cluysenaar als kind, door zijn vader Alfred
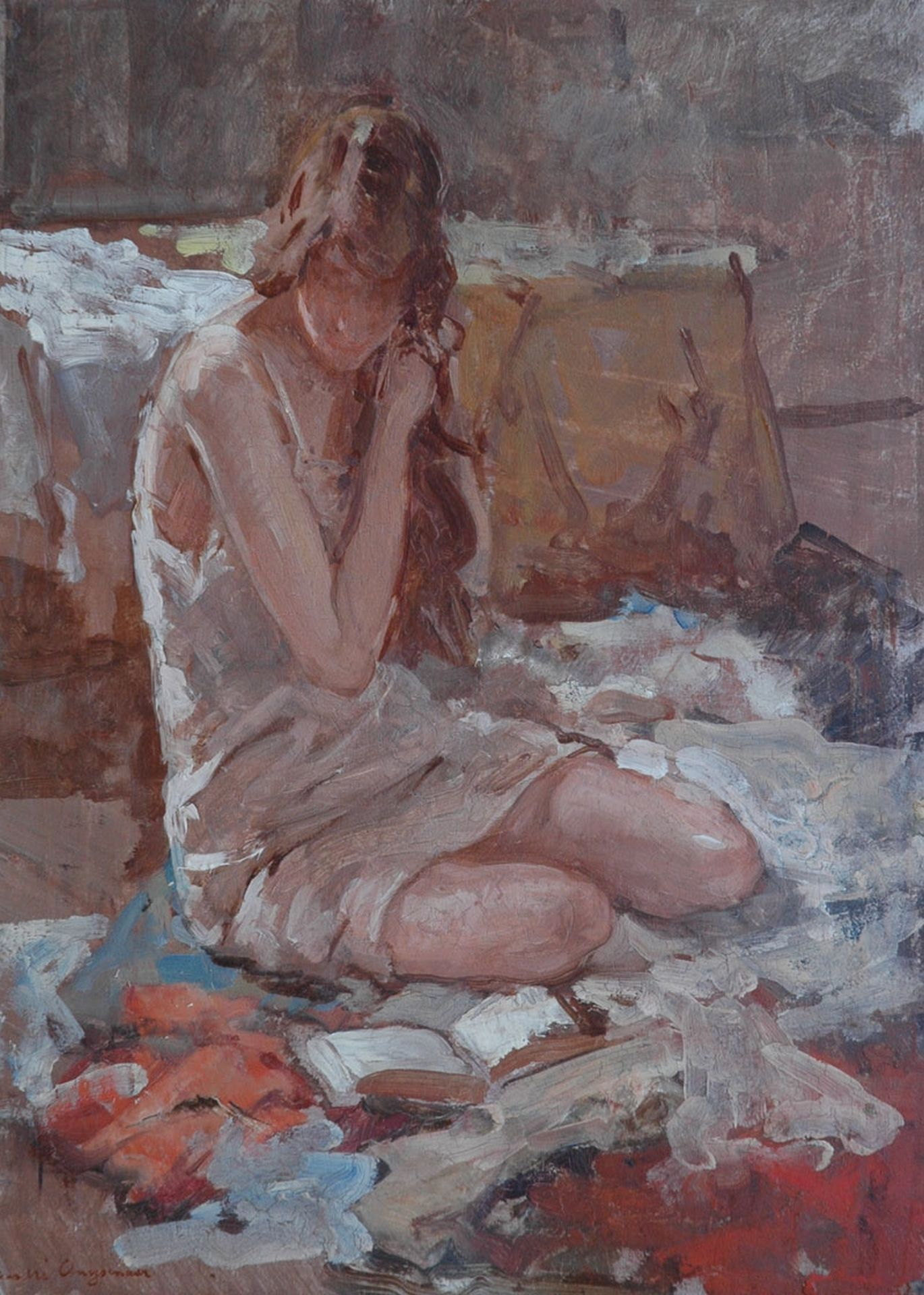
Toilet makende jonge vrouw
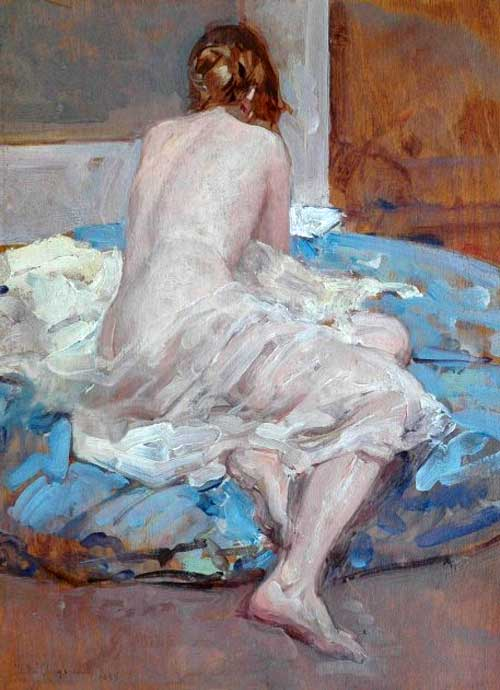
Zittend naakt
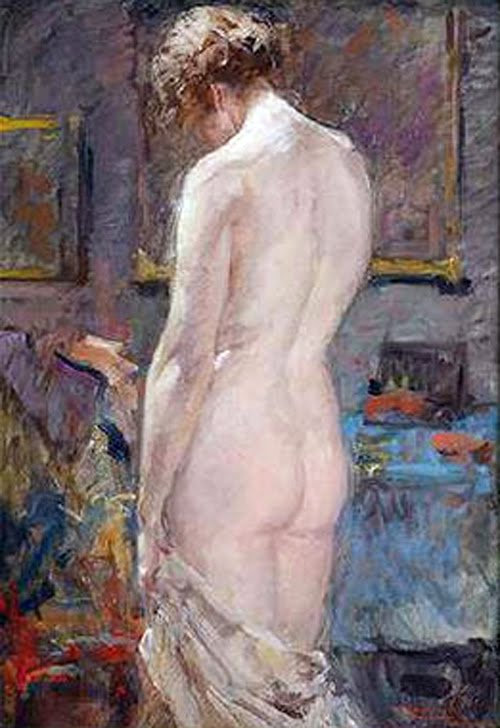
Naakt, op de rug gezien
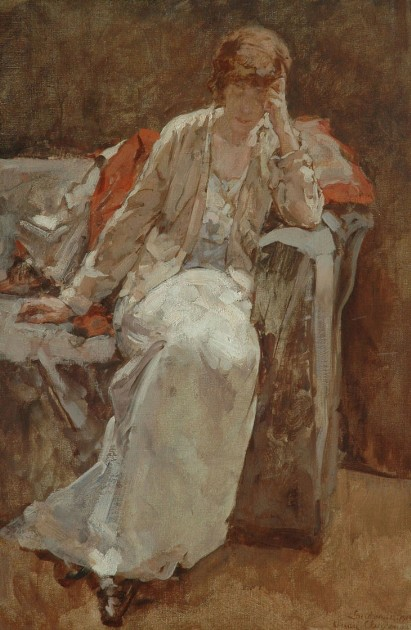
Vrouw rustend in een leunstoel
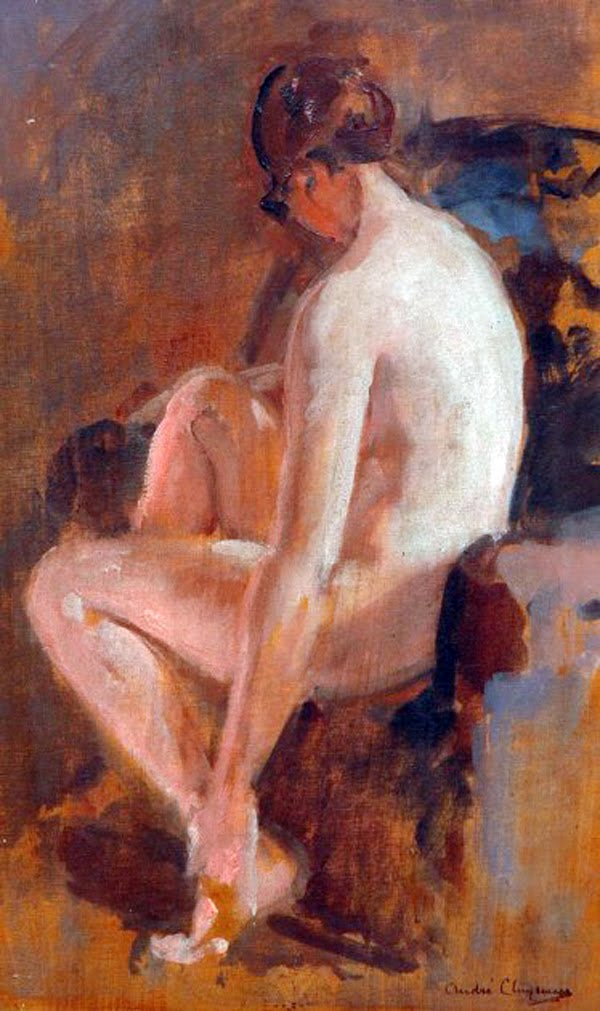
Zittend naakt, op de rug gezien
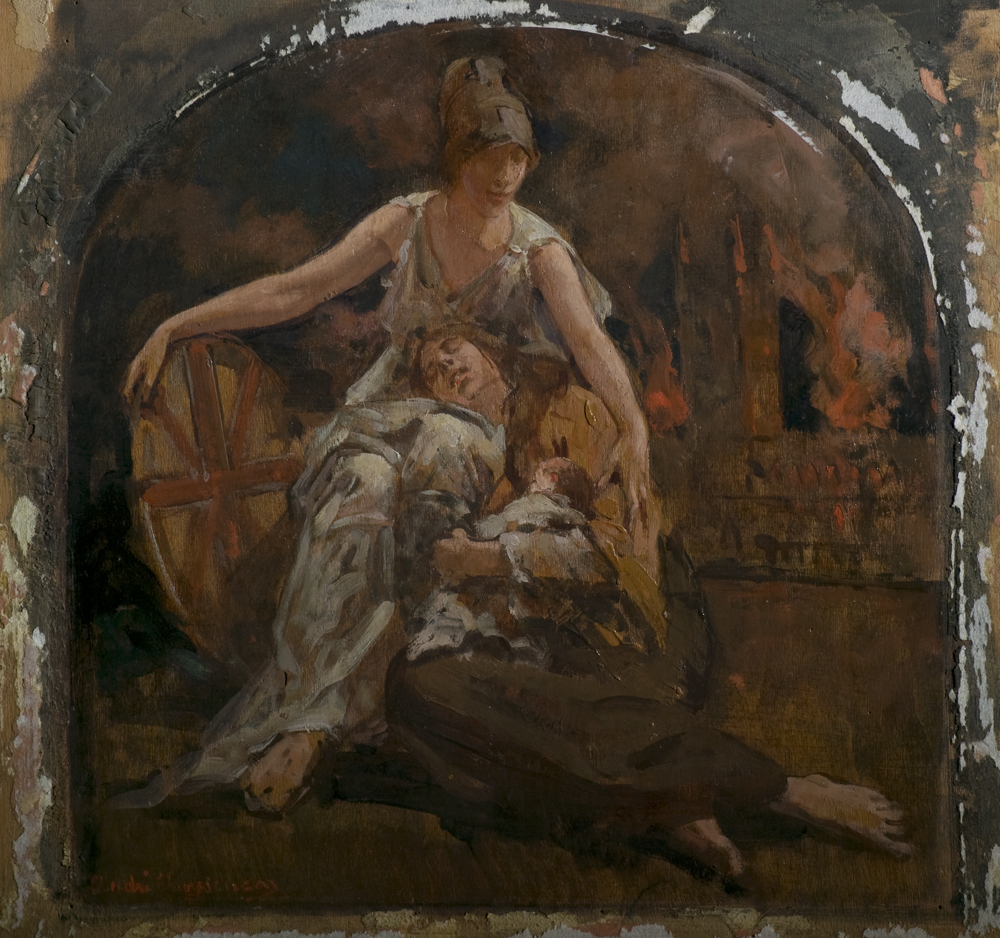
Britannia met Belgische vluchtelingen
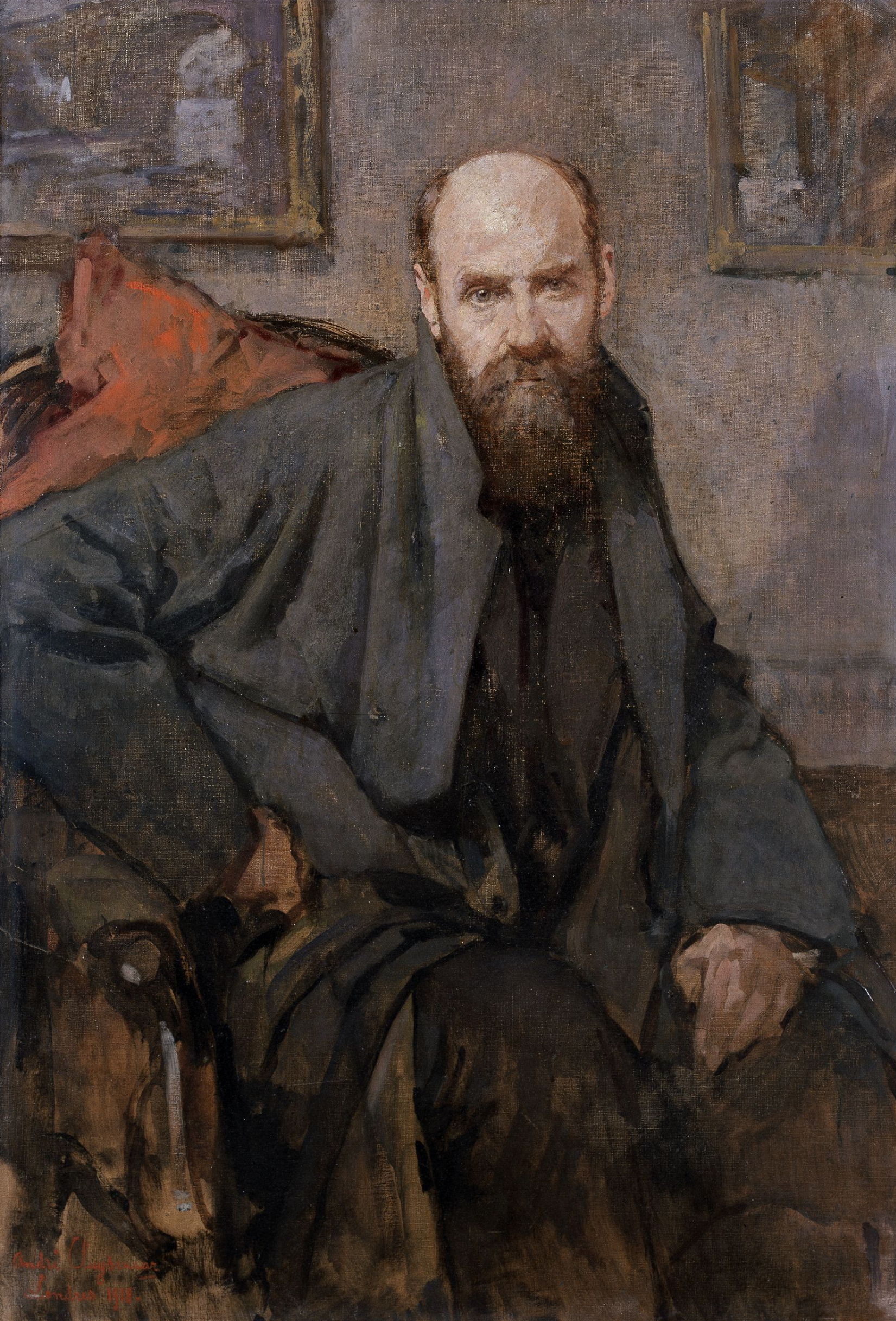
Portret van Albert Baertsoen
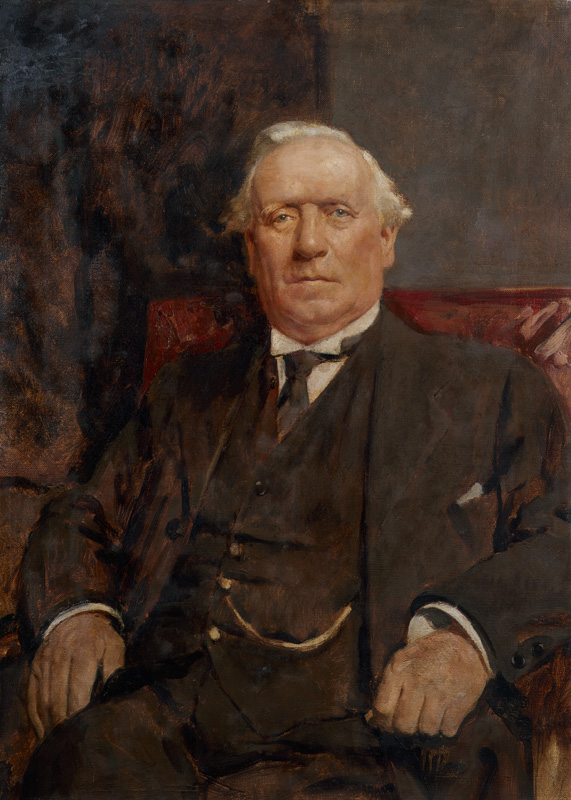
Herbert Henry Asquith
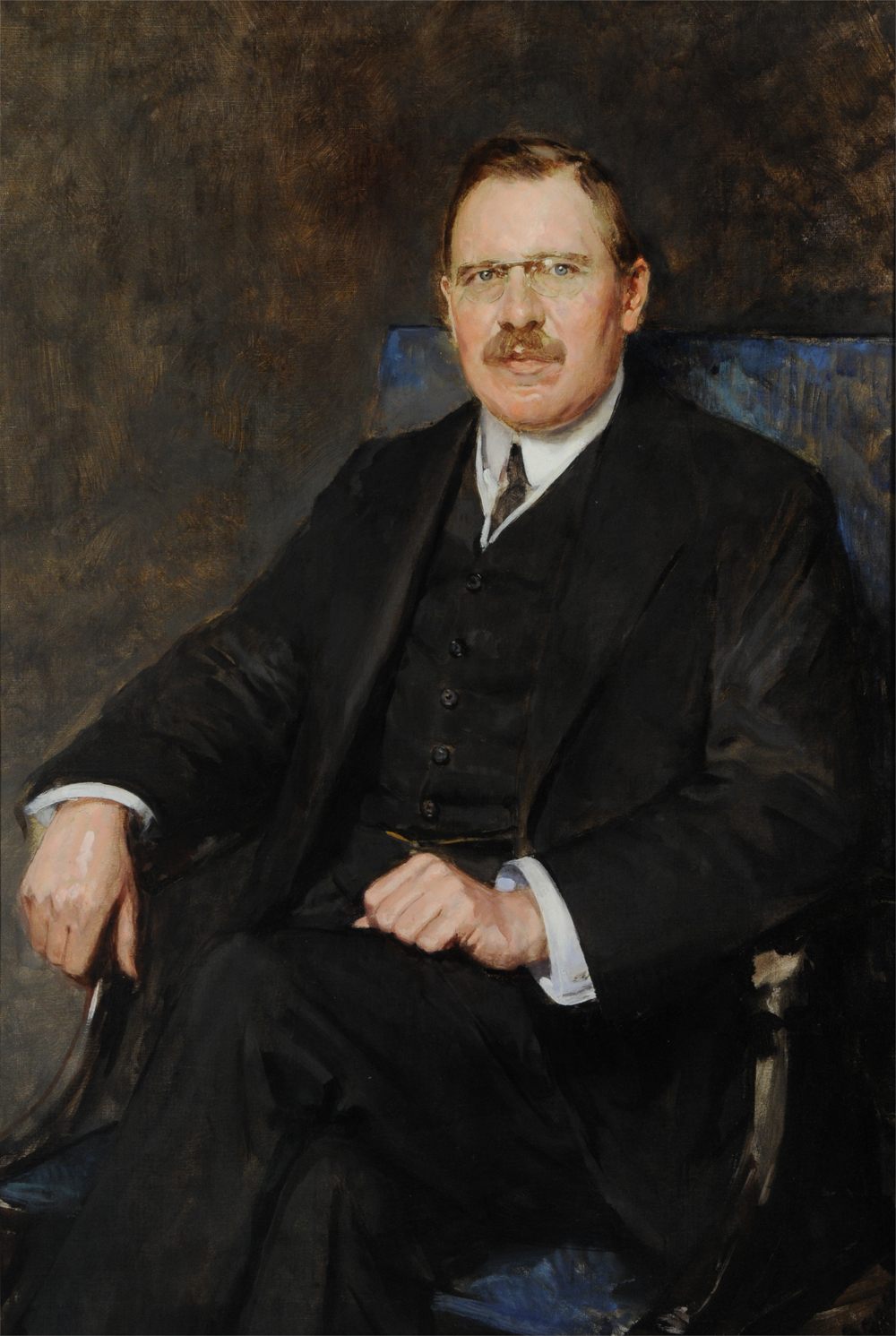
Arthur Balfour
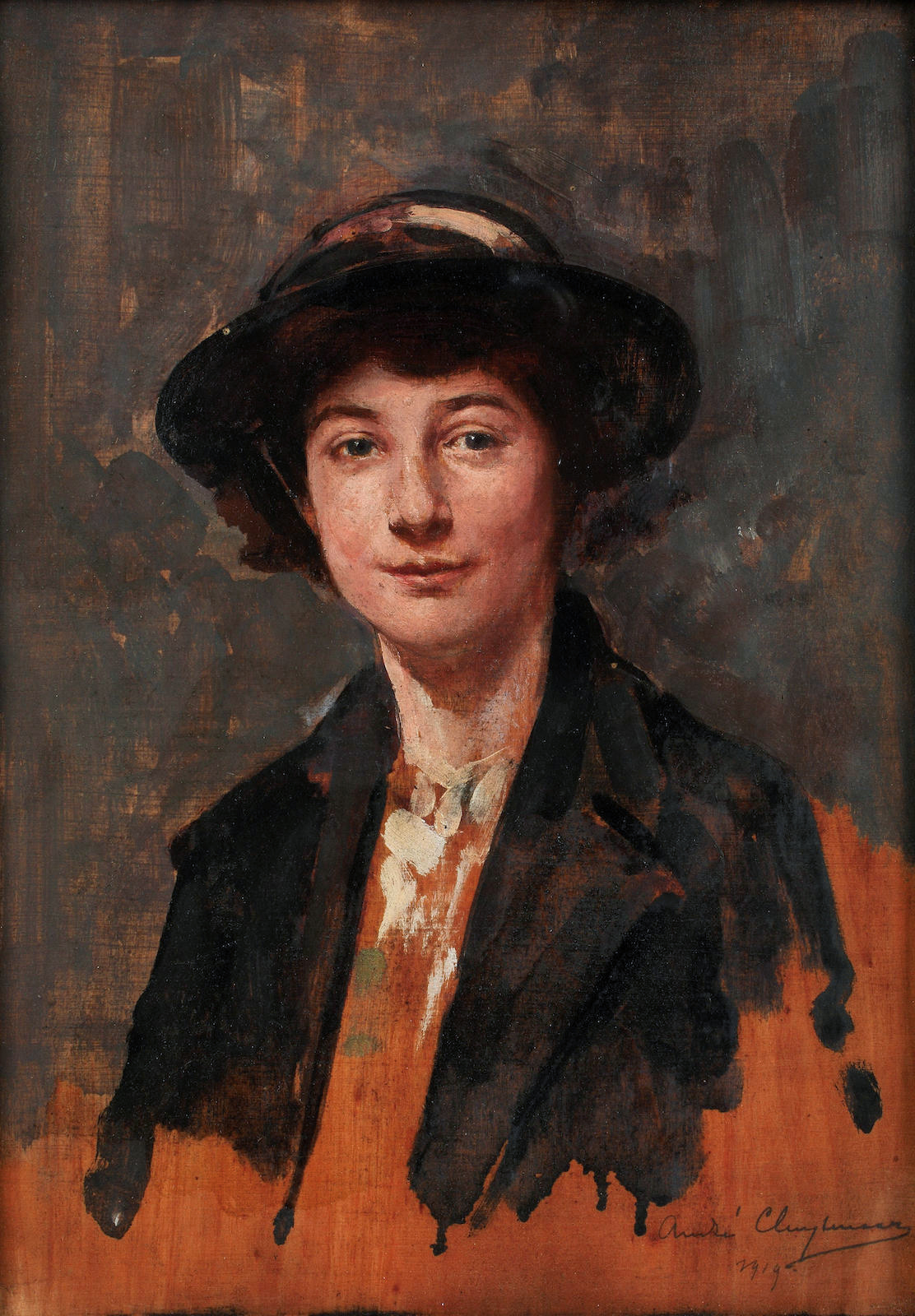
Hermina Constance Simpson dochter van dokter K. A. Moritz te Kensington. (Vervaardigd als betaling voor een medische behandeling, 1919)